# Полип (биология)

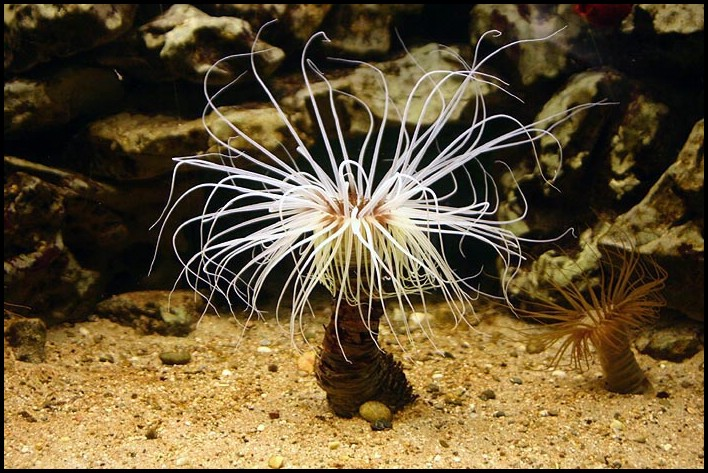
Одиночный коралловый полип Ceriantharia с двумя венчиками щупалец

Поли́пы или полипоидное поколение (др.-греч. πολύπους, букв. «многоногий») — стадия в жизненном цикле стрекающих (Cnidaria). У некоторых видов утрачена. В подавляющем большинстве случаев полипы — малоподвижные или неподвижные донные обитатели, часто образующие колонии, в некоторых случаях включающие тысячи особей (так называемых зооидов).
Полипы развиваются из осевшей личинки (планулы) или образуются в результате бесполого размножения других полипов.
Пресноводные полипы (гидры) впервые были описаны швейцарским натуралистом XVIII века Абраамом Трамбле.

## Распространение в группах и отличия от медуз
Полипы характерны для всех традиционно выделяемых классов стрекающих: гидроидных (Hydrozoa), сцифоидных (Scyphozoa), кубозоев (Cubozoa) и, конечно, для лишённых медузоидного поколения коралловых полипов (Anthozoa). Для полипов первых трёх перечисленных групп в литературе существуют особые термины: гидрополип, сцифополип и кубиполип соответственно. Согласно некоторым трактовкам, полипами также следует считать ведущих прикреплённый образ жизни представителей двух других классов — ставромедуз и полиподия. Однако эта точка зрения оспаривается.
Наиболее принципиальное отличие полипоидного поколения от медузоидного — степень развития мезоглеи (соединительной ткани между эпителием поверхности тела и эпителием кишечника). У полипов мезоглея обычно выражена слабо и представляет собой базальную пластинку этих эпителиев, тогда как мезоглея медуз развита в объёмную студенистую массу, выполняющую скелетную функцию.
То, что в жизненном цикле коралловых полипов стадия медузы отсутствует, даёт некоторые основания полагать, что форма полипа для стрекающих первична.
Существует ряд стрекающих с модифицированным жизненным циклом без полипоидного поколения (например, наркомедузы). По аналогии с метагенезом, который подразумевает чередование поколений, такой цикл называют гипогенезом.

## Морфология

### Внешний облик
Рот полипа расположен на ротовом диске, который направлен от субстрата и обрамлён одним или, реже, двумя венчиками щупалец. Часто круглое или щелевидное ротовое отверстие находится на небольшом возвышении — ротовом конусе (манубриуме). Число щупалец у разных представителей варьирует и изменяется в ходе жизни. Основная функция этих органов — добыча пищи. Они несут на своей поверхности множество стрекательных клеток и обладают собственной подвижностью: способны сгибаться и сокращаться.
У одиночных форм на аборальном (противоположном рту) полюсе тела располагается подошва или педальный диск. С помощью неё полипы крепятся к субстрату (постоянно или временно). У многих постоянно прикреплённых форм подошва и прилежащая поверхность тела способны выделять хитиновую кутикулу, которую называют перидерма или перисарк. Подошва мадрепоровых коралловых полипов выделяет наружный известковый скелет.
Функциональные единицы колониальных полипов — зооиды — организованы по тому же плану, что и одиночные, но значительно меньше размером. Их аборальный полюс не несёт подошвы, а переходит в общее тело колонии — ценосарк.

### Скелет и мускулатура

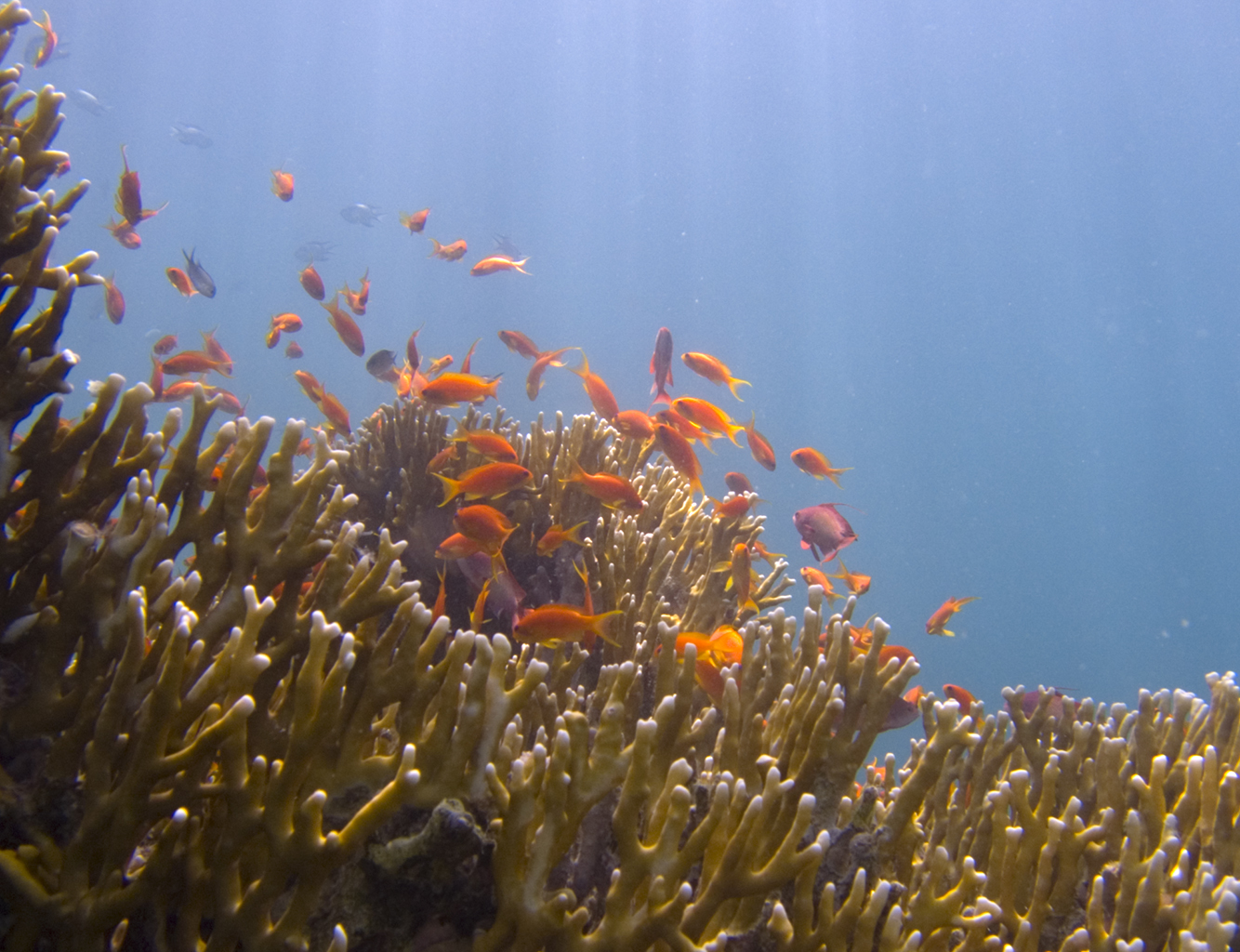
Колониальный гидроидный полип Millepora, как и коралловые полипы, способен образовывать коралловые рифы

Скелет полипов гидрополипов, сцифополипов и кубиполипов обычно представлен хитиновой перидермой, которая оформлена в виде чашечки вокруг подошвы (у одиночных форм) или одевает всё тело колонии (у колониальных). Коралловые полипы демонстрируют большее разнообразие вариантов организации скелета. Они (равно как, впрочем, и некоторые гидроидные) могут выделять известковый скелет: наружный (мадрепоровые кораллы, некоторые восьмилучевые) или внутренний (горгонарии). У подвижных одиночных форм (например, актиний) распространён другой вариант — гидроскелет: при плотно сомкнутом ротовом отверстии опорную функцию может брать на себя заполненная водой полость кишечника. Наконец, у некоторых коралловых полипов и крупных гидрополипов в мезоглее развивается органический скелет.
Эпителиально-мускульные клетки входят в состав как эпидермиса, так и гастродермиса. В первом случае они обычно ориентированы продольно, во втором — поперечно. Обособленные мышечные пучки бывают ассоциированы с септами (перегородками), расположенными в пищеварительной полости.

### Другие системы органов
Нервная система и органы чувств развиты значительно слабее, чем у медуз, в основе лежит субэпителиальное нервное сплетение (нервный плексус).
Половые железы имеются только у тех представителей, в жизненном цикле которых отсутствует стадия медузы. Половые клетки происходят из энтодермального зачатка и располагаются в эпидермисе у гидрополипов и в гастродермисе у коралловых полипов. Половые продукты вымётываются наружу через разрывы стенок гонад. В редких случаях (у некоторых актиний) имеет место яйцеживорождение: развитие личинки происходит в гастральной полости материнского организма.

## Почкование
Полипы способны к бесполому размножению в форме продольного или, реже, поперечного деления тела. Кроме того, распространено размножение в форме почкования. Почка образуется либо вне венчика щупалец (экстратентакулярное почкования), либо внутри венчика (интратентакулярное почкование). Не доведённое до конца бесполое размножение — механизм роста колониальных форм.

### Стробиляция
Стробиляция — особая форма почкования, характерная для полипов тех представителей сцифоидных и кубозоев, жизненный цикл которых представляет собой метагенез. В ходе стробиляции на оральном диске внутри венчика щупалец (интратентакулярно) закладывается дисковидная почка медузы, отделённая от полипа перетяжкой. У многих сцифоидных таких почек может закладываться несколько (полидисковая стробиляция), тогда они располагаются друг над другом подобно стопке тарелок. Всё тело полипа с почками медуз называют стробилой (лат. strobilus — «шишка»). После отделения от тела полипа почка (эфира) развивается в медузу. Стробиляцию, при которой в стробиле присутствует только одна почка, называют монодисковой.
Взгляды исследователей на то, стоит ли считать образование медуз кубиполипами стробиляцией, разнятся.